# ふたがしら
『ふたがしら』は、オノ・ナツメによる日本の漫画作品、またこれを原作とした連続テレビドラマ。
同作者による『さらい屋 五葉』の登場人物「仏の宗次」を主人公の一人とした前日譚。
『月刊IKKI』（小学館）にて、2011年7月号から同誌が休刊した2014年11月号まで連載されたのち、2015年3月に創刊した『ビッグコミックスピリッツ』増刊『ヒバナ』（同社刊）にて2016年9月号まで連載された。単行本は小学館（IKKI COMIX）より全7巻。

## あらすじ
時は江戸時代。盗賊“赤目一味”の頭目・辰五郎は、死に際に弁蔵と宗次の2人の手を取り、一味のことを託して息を引き取った。
だが、2人以外に辰五郎の言葉を聞いたものはおらず、姐さんが辰五郎直筆の遺言を出してきたため、跡目は辰五郎の弟分である甚三郎が継ぐことになった。最期の言葉を反故にされ、納得のいかない弁蔵と宗次は、一味を離れ「でっかいことをやる」ために旅に出る。

## 登場人物
弁蔵（べんぞう）
赤目一味を抜け、「でっかいこと」をやるために宗次と旅立つ。騙されやすい。
宗次（そうじ）
赤目一味を抜け、「でっかいこと」をやるために弁蔵と旅立つ。美形。
辰五郎（たつごろう）
赤目一味の前頭目。
姐さん
辰五郎の内儀。手下たちに色目を使っていた。
甚三郎（じんざぶろう）
赤目一味の頭目。表の顔は髪結い。
喜兵衛（きへえ）
表向きは旅籠“叶屋”の人の好い主人。裏では盗賊宿の主人として、宿を隠れ家として使わせたり、盗んだ金品や文を預かったりする役目を負っている。
お蔦（おつた）
姐さん付きの少女。弁蔵と宗次と親しくしていた。

## 書誌情報
- オノ・ナツメ 『ふたがしら』 小学館〈IKKI COMIX〉 全7巻[2]
  1. 2011年12月27日発売、ISBN 978-4-09-188568-5
  2. 2012年8月30日発売、ISBN 978-4-09-188597-5
  3. 2013年7月30日発売、ISBN 978-4-09-188628-6
  4. 2014年2月28日発売、ISBN 978-4-09-188648-4
  5. 2015年3月6日発売、ISBN 978-4-09-188681-1
  6. 2016年1月12日発売、ISBN 978-4-09-188686-6
  7. 2016年9月12日発売、ISBN 978-4-09-188686-6

## テレビドラマ
WOWOWの土曜オリジナルドラマとして「連続ドラマW」にて2015年6月13日から7月11日まで放送された（全5話）。監督は入江悠、脚本は中島かずきが担当。オノの作品が実写化されるのは初めて。
2016年9月17日から10月15日まで土曜オリジナルドラマ 連続ドラマWで『ふたがしら2』が放送された。

### 主なキャスト
- 弁蔵 - 松山ケンイチ[3]
- 宗次 - 早乙女太一[3]
- 甚三郎 - 成宮寛貴[7][8]
- おこん - 菜々緒[7][8]
- 叶屋喜兵衛 - 田口浩正[9]
- お銀 - 芦名星[9]
- 芳 - 村上淳[9]
- 巳之吉 - 山本浩司[9]
- 鉄治郎 - 橋本じゅん[9]
- ご隠居 - 品川徹[9]

#### 第1シリーズ
- 辰五郎 - 國村隼[9]
- おとき - 黒川芽以

#### 第2シリーズ
- 畷安房守蔵人（蔵蔵） - 大森南朋[10]
- 芳 - 渋川清彦[10]
- 吉原の遊女 - 吉倉あおい[10]
- 子乃助 - 川口覚

### スタッフ
- 原作：オノ・ナツメ「ふたがしら」
- 監督：入江悠[11]
- 脚本：中島かずき[11]
- 音楽：SOIL&"PIMP"SESSIONS
- プロデューサー：松永 綾、平部隆明
- チーフプロデューサー：青木泰憲
- 製作：WOWOW